# Escándalo de abuso sexual infantil de Casa Pia
El escándalo de abuso sexual infantil de Casa Pia fue un caso de abuso sexual infantil que involucró a varios niños y empleados de Casa Pia, una institución estatal portuguesa para la educación y el apoyo a niños pobres y huérfanos menores de edad. Los funcionarios de la Policía Judicial portuguesa (Polícia Judiciária) estiman que más de 100 niños y niñas de los 4.600 alumnos matriculados en Casa Pia en ese momento, incluidos algunos sordomudos, pudieron haber sido víctimas de abusos sexuales a lo largo de varios decenios. El escándalo involucró a varios hombres prominentes, entre ellos el presentador de televisión Carlos Cruz, el exgobernador de Casa Pia Manuel Abrantes y el exembajador de la UNESCO Jorge Ritto. El juicio fue uno de los más largos de la historia de Portugal, con una duración de más de cinco años, con declaraciones de más de 800 testigos y expertos.
El 3 de septiembre de 2010, Carlos Cruz, Carlos Silvino, Hugo Marçal, Manuel Abrantes, Ferreira Diniz y Jorge Ritto fueron declarados culpables y condenados a un máximo de 18 años de prisión por delitos cometidos a finales del decenio de 1990 y principios del de 2000. Fue la primera vez que un escándalo de abuso sexual institucional fue llevado a los tribunales en Portugal. 

## Primeras revelaciones
La policía judicial portuguesa (Polícia Judiciária) acusó por primera vez al cuidador de una casa para niños administrada por el estado de Casa Pia en 1981 de violar a docenas de niños durante un período de 30 años, a pesar de que algunos informes de abuso son anteriores a la Revolución de los Claveles de 1974. La policía acusó a los perpetradores de suministrar niños a hombres de Portugal y otros países, incluidas algunas figuras públicas prominentes en Portugal. Sin embargo, estas primeras acusaciones no dieron lugar a ninguna acción legal. 

## Segundas revelaciones
El escándalo de supuestos abusos sexuales en los orfanatos estatales de Casa Pia resurgió cuando varios niños del orfanato se presentaron con acusaciones de abuso. Las acusaciones vinculaban a algunos políticos, diplomáticos y celebridades de los medios de comunicación, que supuestamente habían conspirado en una red de pedofilia que había funcionado durante décadas. El escándalo estalló en septiembre de 2002 cuando la madre de una presunta víctima, conocida como Joel, se quejó de abusos por parte del personal de un establecimiento de Casa Pia.
Antiguos niños de Casa Pia se presentaron para acusar públicamente a varios miembros del personal de abuso sexual. La revista semanal Visão informó de que un diplomático portugués, Jorge Ritto, fue destituido de su cargo de cónsul en Stuttgart (1969-1971) después de que las autoridades alemanas se quejaran en Lisboa de su implicación con un menor de edad en un parque público.
Los acusados fueron el diplomático Jorge Ritto, Carlos Cruz (presentador de la televisión portuguesa), Carlos Silvino (alias Bibi, empleado de la Casa Pia y antiguo alumno de la institución), Ferreira Diniz (médico de Lisboa), Hugo Marçal (abogado que representó a Carlos Silvino en las primeras etapas del proceso) y, entre otras personas, un arqueólogo marino.
El Secretario de Estado de Trabajo y Formación de 1999 a 2001, Paulo Pedroso, responsable de los hogares Casa Pia, que atienden a unos 4.600 niños en 10 centros de todo Portugal, fue sospechoso de 15 casos de violencia sexual contra menores, que supuestamente tuvieron lugar entre 1999 y 2000. Su caso también fue abandonado posteriormente. En septiembre de 2008, un tribunal portugués condenó al Estado a pagar 100.000 euros (140.000 dólares) al exministro Paulo Pedroso, alegando que había sido detenido erróneamente por cargos de pedofilia.  
El líder del Partido Socialista en ese momento, Eduardo Ferro Rodrigues, que era amigo personal de Paulo Pedroso, ofreció someterse a un interrogatorio policial después de que "se enterara de los planes para implicarlo en el escándalo [de Casa Pia]". El semanario Expresso publicó el 25 de mayo de 2003 un informe de cuatro niños que dijeron haber visto a Ferro Rodrigues en lugares donde se producían abusos sexuales. El periódico dijo que no había pruebas de que estuviera involucrado personalmente y el fiscal general José Souto de Moura insistió en que no era sospechoso. Ferro Rodrigues tomó medidas legales contra aquellos que dijeron haberlo visto en lugares donde se estaban cometiendo abusos sexuales. Rodrigues dijo: "Quiero que quede claro: nuestra lucha será serena pero decidida y sólo se dirigirá a los responsables de esta difamación, cualquiera que sea su objetivo". 
El entonces primer ministro, José Manuel Durão Barroso, cuyo Partido Socialdemócrata derrocó a los socialistas en marzo de 2002, prometió devolver la vida y el honor a los hogares infantiles de Casa Pia y permitir que la nueva directora Catalina Pestana reformara la institución. Como resultado, varios altos cargos de Casa Pia fueron despedidos después de las revelaciones de 2002. Sin embargo, Pestana dijo al parlamento y a los medios de comunicación, ya en 2007, que todavía puede haber pedófilos en el sistema de Casa Pia. También criticó los cambios legales realizados tras el inicio del juicio, que según ella se hicieron para ayudar a los que estaban presentes en el tribunal. Estos polémicos cambios legales fueron parcialmente revertidos justo antes de la sentencia en septiembre de 2010.  
El escándalo del abuso de Casa Pía ha tenido el efecto de concienciar al público sobre el abuso sexual de los niños. El número de incidentes denunciados a la policía portuguesa se ha disparado después de que el escándalo se haya revelado.

## Investigación y juicio
El juicio por abuso sexual de niños de Casa Pía comenzó en 2004. En 2004, como involucrado en el juicio, Carlos Cruz publicó un libro de reflexiones personales, Preso 374. Las alegaciones finales, anteriormente programadas para el 20 de octubre de 2008 en Lisboa, fueron aplazadas varias veces. El sistema judicial del país, al que a menudo se acusa de ser insoportablemente lento, es considerado por algunos creadores de opinión, como los periodistas y Catalina Pestana (exjefa de Casa Pía), como vulnerable a las presiones externas de personalidades bien relacionadas y la posibilidad de ser vulnerable a  interferencias externas se ha considerado un peligro real, según esos críticos. Temían que, aunque Carlos Silvino (el conductor de Casa Pia), cuyo juicio inicial se había aplazado dos veces, fuera declarado culpable, los maltratadores mejor conectados podrían quedar en libertad.  
El 3 de septiembre de 2010, Carlos Cruz (siete años), Carlos Silvino (dieciocho años), Hugo Marçal (seis años y dos meses), Manuel Abrantes (cinco años y nueve meses), Ferreira Diniz (siete años) y Jorge Ritto (seis años y ocho meses) fueron condenados por cargos de pedofilia y otros delitos cometidos a finales del decenio de 1990 y principios del de 2000. La sentencia completa, que supuestamente tiene casi 2.000 páginas, debía ser publicada el 8 de septiembre de 2010. Sin embargo, se retrasó varias veces debido a un fallo de Microsoft Word. El 13 de septiembre de 2010 se publicó el fallo completo que contiene el veredicto. De acuerdo con el fiscal Miguel Matias, las víctimas estaban satisfechas con el resultado. El fallo del tribunal fue aclamado como una victoria por los que luchan por los derechos de los niños de Casa Pia en Portugal, como Pedro Namora, un exalumno de Casa Pia y ahora abogado que apoyó públicamente a las víctimas, y Catalina Pestana, que fue directora de Casa Pia durante el período en que algunos de los casos se hicieron públicos a principios de 2000.